# Goscons
Goscons es denominación topográfica alusiva al valle situado en el sector norte del municipio de Arenys de Munt en la provincia de Barcelona (lat. 41,623135 - long. 2,541119)

## Historia
Dio nombre a una "Quadra" -antiguo señorío- adscrita a la jurisdicción del castillo de Montpalau, y a una "Força" -casa fuerte- actualmente llamada Can Arquer de Goscons. Dicha casa se edificó sobre una villa romana del Bajo Imperio, que dominaba uno de los pasos que comunicaban la Vía Augusta con el interior, y de la cual quedan interesantes restos, así como vestigios que demuestran que en el siglo XIII la habitó una comunidad cátara de gran influencia en la zona. 
Goscons es también un "Linaje" del Principado de Cataluña, cuya línea agnaticia extinguida en el Medioevo